# Marion (Ohio)
Marion es una ciudad ubicada en el condado de Marion en el estado estadounidense de Ohio. En el Censo de 2010 tenía una población de 36837 habitantes y una densidad poblacional de 1.203,9 personas por km².

## Geografía
Marion se encuentra ubicada en las coordenadas 40°35′36″N 83°7′23″O / 40.59333, -83.12306. Según la Oficina del Censo de los Estados Unidos, Marion tiene una superficie total de 30.6 km², de la cual 30.4 km² corresponden a tierra firme y (0.66%) 0.2 km² es agua.

## Demografía
Según el censo de 2010, había 36837 personas residiendo en Marion. La densidad de población era de 1.203,9 hab./km². De los 36837 habitantes, Marion estaba compuesto por el 86.68% blancos, el 9.6% eran afroamericanos, el 0.18% eran amerindios, el 0.36% eran asiáticos, el 0.02% eran isleños del Pacífico, el 1.06% eran de otras razas y el 2.08% pertenecían a dos o más razas. Del total de la población el 2.98% eran hispanos o latinos de cualquier raza.